# Steamin' with the Miles Davis Quintet
Steamin' with the Miles Davis Quintet je studiové album amerického jazzového trumpetisty Milese Davise. Záznam pochází ze dvou nahrávacích relací, první proběhla 11. května 1956 a druhá 26. října téhož roku. Nahráno bylo ve studiu Van Gelder Studio a jeho producentem byl Bob Weinstock. Album vyšlo až v roce 1961, kdy jej vydala společnost Prestige Records.

## Seznam skladeb
1. „Surrey with the Fringe on Top“ (Richard Rodgers) – 9:05
2. „Salt Peanuts“ (Dizzy Gillespie, Kenny Clarke) – 6:09
3. „Something I Dreamed Last Night“ (Sammy Fain) – 6:15
4. „Diane“ (Lew Pollack, Ernö Rapée) – 7:49
5. „Well, You Needn't“ (Thelonious Monk) – 6:19
6. „When I Fall in Love“ (Victor Young) – 4:23

## Obsazení
- Miles Davis – trubka
- John Coltrane – tenorsaxofon
- Red Garland – klavír
- Paul Chambers – kontrabas
- Philly Joe Jones – bicí